# Drakensberg (A301)
Drakensberg (A301) je zásobovací tanker jihoafrického námořnictva. Je to největší válečná jihoafrická loď kompletně navržená a vyrobená v domácích loděnicích. Navržena byla pro zásobování válečných lodí, průzkum, pomoc při katastrofách a záchranné akce.

## Pozadí vzniku

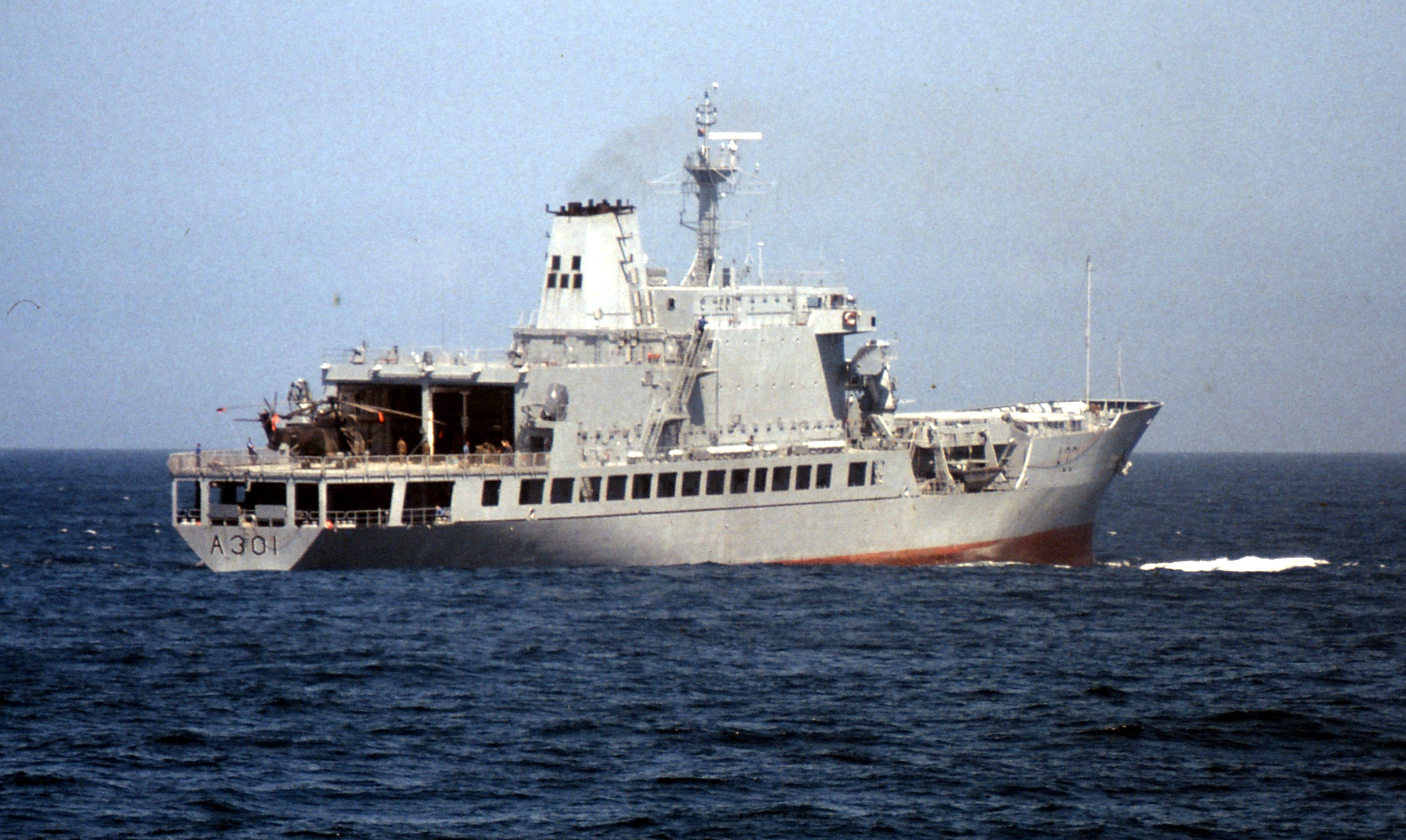
Drakensberg (A301)

Drakensberg postavila loděnice Sandock Austral v Durbanu. Kýl byl založen v srpnu 1984, dne 24. dubna 1986 byl hotový trup spuštěn na vodu a konečně 11. listopadu 1987 byl tanker zařazen do operační služby.

## Konstrukce

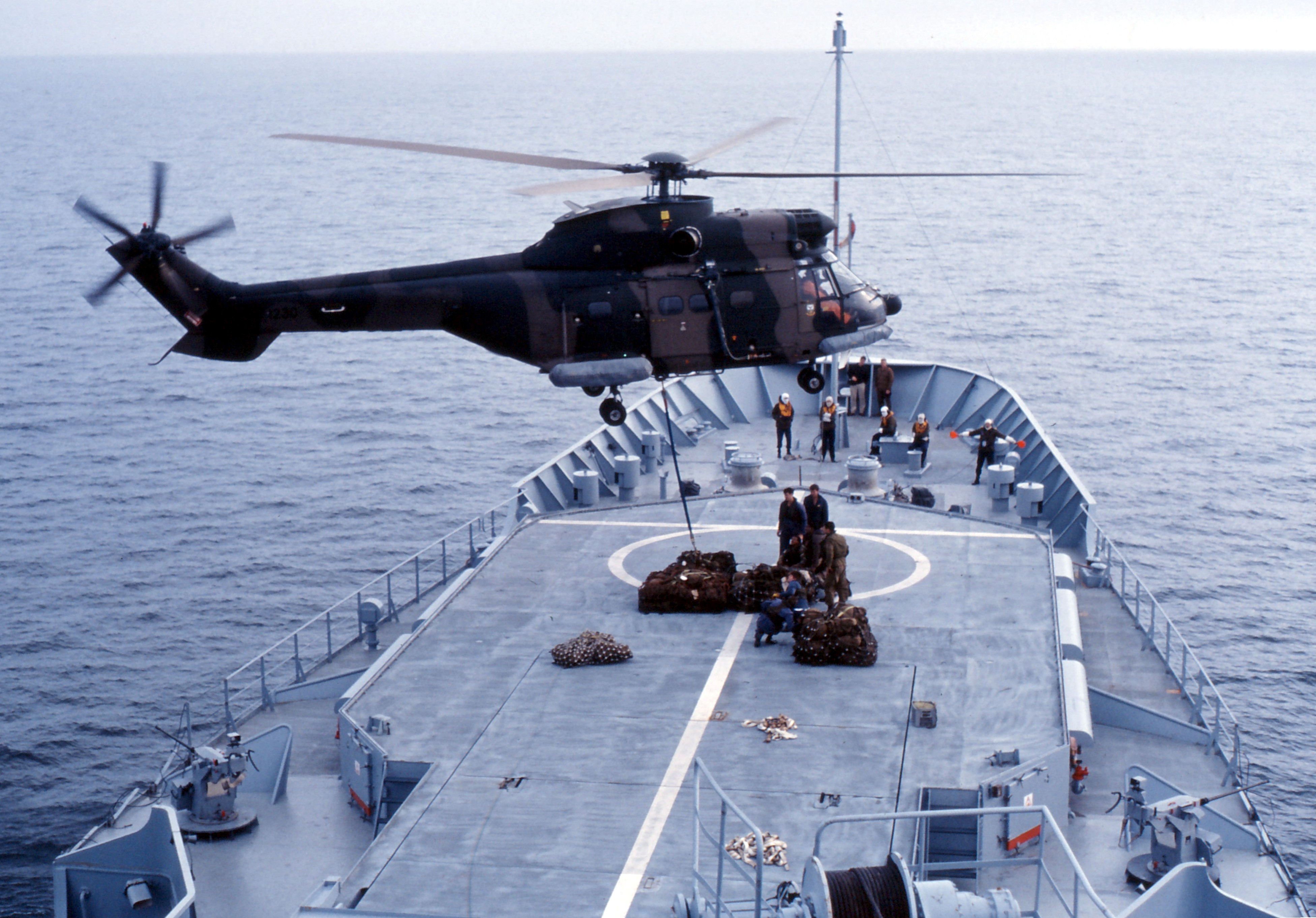
Zásobování pomocí vrtulníku Atlas Oryx

Tanker od roku 2016 nese radarový systém Thales Sharp Eye. Kapacita tankeru je 5500 tun paliva a 750 tun dalšího nákladu. K manipulaci s nákladem slouží jeden velký jeřáb. Nese také dva vyloďovací čluny (může nést menší skupinu vojáků) a dva malé čluny RHIB. Loď je dále vybavena palubním operačním sálem se čtyřmi lůžky a úpravnou mořské vody. Pro svou obranu loď nese čtyři 20mm kanony a šest 12,7mm kulometů. Ze přídě a zádě plavidla operují celkem dva vrtulníky Atlas Oryx. Uskladněny jsou v palubním hangáru. Pohonný systém tvoří dva dieselové motory. Nejvyšší rychlost je 20 uzlů.
Roku 2016 byl instalován radarový systém SharpEye.